# Рандстад
 Тази статия е за агломерацията в Нидерландия.  За предприятието вижте Рандстад (предприятие).  
Рандстад (на нидерландски: Randstad) е огромна и много урбанизирана част в Западна Нидерландия. Тя включва четирите най-големи града в страната - Амстердам, Ротердам, Хага и Утрехт, както и по-малките Алмере, Гауда, Делфт, Дордрехт, Зутермер, Лайден, Харлем и Хилверсюм.
Основните градове са разположени в пръстен с диаметър около 60 km, във вътрешността на който се намира по-слабо урбанизирана територия, известна като Зеленото сърце (Groene Hart).
Населението на агломерацията е около 7,5 милиона души, което е около половината от жителите на Нидерландия.